# Ornithocephalus lankesteri
Ornithocephalus lankesteri är en orkidéart som beskrevs av Oakes Ames. Ornithocephalus lankesteri ingår i släktet Ornithocephalus och familjen orkidéer.
Artens utbredningsområde är Costa Rica. Inga underarter finns listade i Catalogue of Life.